# Eparquía de Bélgorod Kíevski
La eparquía de Bélgorod (en ucraniano: Бєлгородська єпархія y en ruso: Белгородская епархия) fue una circunscripción eclesiástica de la Iglesia ortodoxa de Constantinopla en la Rus de Kiev. Se trataba de una eparquía bizantina, sufragánea del metropolitanato de Kiev y toda la Rus. Fue suprimida por la invasión mongola circa 1240.

## Territorio y organización

Mapa de la Rus de Kiev, siglos -

La eparquía extendía su jurisdicción sobre los fieles de rito bizantino residentes en parte de la Rus de Kiev en la orilla derecha del río Dniéper en parte de la actual óblast de Kiev.
La sede de la eparquía se encontraba en la ciudad de Bélgorod Kíevski, una ciudad-castillo en la margen derecha del río Irpín, destruida en 1240 por los mongoles y que hoy en sus cercanías existe una pequeña villa llamada Bilohorodka. En las crónicas se habla de una iglesia de madera llamada de los Santos Apóstoles, mencionada como catedral. Se menciona también la iglesia de la Transfiguración del Señor, construida por el gran dque Vladímir en 991.

## Historia
La ciudad Bélgorod Kíevski (que no debe confundirse con la ciudad de Bélgorod en la actual Rusia) es mencionada por primera vez en la Crónica de Néstor en 980. En 991 Vladímir I de Kiev construyó allí su castillo. Según la crónica, Bélgorod Kíevski era la residencia favorita de Vladímir quien trasladó allí a mucha gente, incluidas sus trescientas concubinas. A finales del siglo XII, la ciudad fue la capital del príncipe Rurik Rostislávich, uno de los cogobernantes de Kiev y del Principado de Kiev.
La eparquía de Bélgorod (que no debe confundirse con la eparquía de Bélgorod en la actual Rusia) fue erigida en 991, siendo una de las más antiguas del metropolitanato de Kiev y toda la Rus del patriarcado de Constantinopla. El obispado de Bélgorod es mencionado por primera vez en la Crónica Primaria en 1088. En documentos oficiales y crónicas, los obispos de Bélgorod se mencionan inmediatamente después del metropolitano de Kiev, junto con quien participaban en la ordenación de obispos, la consagración de iglesias, etc., y en ausencia del metropolitano, desempeñaban sus funciones.
A finales del siglo XII las eparquía de Bélgorod fue unida a la eparquía de Yúriev en forma temporal bajo el liderazgo del obispo Adrián.
La eparquía existió hasta la destrucción de Bélgorod Kíevski por los mongoles en 1240, después de lo cual el territorio de la eparquía de Bélgorod pasó a formar parte del metropolitanato de Kiev.
El obispo de Bélgorod hacia 1244 fue un tal Pedro que sirvió como vicario del metropolitano vacante de Kiev entre finales de 1240 y 1246. Asistió al Concilio de Lyon I en 1245, quizás para discutir una unión de las Iglesias, y respondió preguntas sobre los mongoles que están registradas en el Tractatus de ortu Tartarorum, que consiste en respuestas dadas por el obispo Pedro a preguntas planteadas por el papa Inocencio IV y el Colegio Cardenalicio a finales de 1244. 

## Episcopologio
Se conocen 8 obispos de Bélgorod.
- Nikita † (mencionado en 1072)[nota 1]
- san Lucas † (mencionado en 1088 y 1089-22 de agosto de 1089 o 1090 falleció)[nota 2]
- Nikita II † (mencionado en 1115)[nota 3]
- Feodor † (mencionado en 1148)[nota 4]
- Anónimo † (1165-1186)[nota 5]
- Máximo † (mencionado en 1187)[nota 6]
- Adrián † (finales del siglo XII) (obispo de Bélgorod y Yúriev)
- Pedro † (mencionado en 1244 y 1245) (asistió en el Concilio de Lyon I)